# Dmitri Galțov
Dmitri Galțov (n. 17 iunie 1942, Moscova, RSFS Rusă, URSS) este un profesor universitar la Moscova, unul dintre liderii cercetărilor de gravitație, electrodinamică cuantică și fizică a găurilor negre din fosta URSS și actuala Rusie.

## Biografie
A absolvit facultatea de fizică a Universității din Moscova (1965). Candidat în științe fizico-matematice (1969). Doctor în științe fizico-matematice (1981). Membru PCUS. Este un discipol al profesorului Arseni Sokolov. Profesor la catedra de fizică teoretică a facultății de fizică a Universității din Moscova. Vice-președinte al Societății de gravitație din Rusia.
Membru de onoare a Institutului de fizică din Marea Britanie, membru al consiliului specializat, afiliat Gosstandartului din Federația rusă, membru al consiliilor editoriale ale revistelor internaționale "Classical and Quantum Gravity" din Marea Britanie și "Gravitation and Cosmology" (Rusia).
Este coautorul a peste 250 de lucrări în domeniul teoriei gravitației, cosmologiei și electrodinamicii cuantice și a cîtorva monografii.
În anul 1985 a participat ca lector invitat la o școală de fizică, care și-a ținut lucrările la Chișinău. Are circa 20 de discipoli în domeniu.

### Discipoli
- Alikram Aliev
- Iurii Graț
- Valerii Petuhov
- Galina Pomeranțeva
- Elena Melkumova
- Mihail Volkov
- Andrei Erșov